# Sanjaranda
Sanjaranda è una circoscrizione rurale (rural ward) della Tanzania situata nel distretto di Manyoni, regione di Singida. Conta una popolazione di 8 828 abitanti (censimento 2012).